# ستيوارت دالاس
ستيوارت دالاس (بالإنجليزية: Stuart Dallas)‏ (مواليد 19 أبريل 1991 في مقاطعة تيرون، أيرلندا الشمالية - ) هو لاعب كرة قدم أيرلندي شمالي، يلعب لصالح ليدز يونايتد في الدوري الإنجليزي الممتاز و‌منتخب أيرلندا الشمالية في مركزي خط الوسط و‌الظهير.

## الاعتزال
في 10 أبريل 2024 أعلن نادي ليدز يونايتد أن مدافعه ستيوارت دالاس اضطر للاعتزال عن عمر يناهز 32 عاما بعد فشله في التعافي من كسر في الساق نتيجة الإصابة التي تعرض لها ستيوارت إثر التحام مع جاك غريليش لاعب مانشستر سيتي خلال مباراة في عام 2022.

## روابط خارجية
- ستيوارت دالاس على موقع الاتحاد الدولي (مؤرشف)  (الإنجليزية)
- ستيوارت دالاس على موقع الاتحاد الأوربي (الإنجليزية)
- ستيوارت دالاس على موقع قاعدة بيانات كرة القدم.إي يو (الإنجليزية)
- ستيوارت دالاس على موقع ناشيونال فوتبول تيمز (الإنجليزية)
- ستيوارت دالاس على موقع Soccerbase.com (لاعب) (الإنجليزية)
- ستيوارت دالاس على موقع Soccerway.com (الإنجليزية)
- ستيوارت دالاس على موقع عالم كرة القدم.نت (الإنجليزية)
- ستيوارت دالاس على موقع AS.com (الإسبانية)